# 情報ネットワーク法学会
情報ネットワーク法学会（じょうほうネットワークほうがっかい）は、「情報ネットワークをめぐる法的問題の調査及び研究を通じて、情報ネットワーク社会の健全な発展に貢献すること」を目的として2002年7月27日に設立された法律系の学会である。

## 概要
次の活動を行なっている。
- 情報ネットワークに関する法的問題の調査及び研究（受託研究を含む）を行うこと。
- 学会誌、書籍、情報ネットワーク等の媒体を通じて研究成果を公表すること。
- シンポジウム、講演会等を開催（共催、後援、協力を含む）すること。
- 情報ネットワークに関する法制等法的な問題に関する意見の公表、及び国、地方公共団体等への提言を行うこと。
- 内外の関連団体及び学会等との協力体制の構築など連携を図ること。
- 情報ネットワークに関する研究者の育成及び支援を行うこと。
- 会員間の協力体制の構築、及び懇親を図ること。
- 前各号に掲げるもののほか、理事会が適当と認める活動を行うこと。

立法政策論も視野に入れて、産官学の連携を図ることを目指しており、法学研究者や法曹に限定することなく、広く理工学者、官公庁、報道・出版、技術者、政治家などにも会員を求めているところが、伝統的な法学会と異なる特徴である。理事長は代々、いわゆる「理系」の研究者が務めているのも特徴である。
また、理事構成も年代別として、老壮青のバランスをとり、若手の活躍の場を模索しているなど、先駆的取り組みもしている。昨今はシステム開発をめぐる法律問題のほか、個人情報保護法制、インターネットにおける自由と規制、AIと法等の分野に取り組み、一時の低調を脱してきている。
同種の学会として法とコンピュータ学会、情報法制学会および情報処理学会電子化知的財産・社会基盤研究会（EIP）があり、これらの複数にまたがって活動する会員も多い。

## 理事長
初代 苗村憲司（慶應義塾大学名誉教授）（2002年7月 - 2006年12月）
第2代 佐々木良一（東京電機大学教授）（2006年12月 - 2010年9月）
第3代 村山優子（岩手県立大学教授）（2010年10月 - 2014年12月）
第4代 手塚　悟（慶應義塾大学教授）（2014年12月 - 2018年12月）　
第5代 中川裕志（理化学研究所革新知能統合研究センター「社会におけるAI利活用と法制度チーム」チームリーダー、東京大学名誉教授）（2018年12月 - 2022年12月）
第6代 菊池浩明（明治大学教授）（2022年12月 - ）

## 学会誌
- 『情報ネットワーク・ローレビュー　第1巻』（2003年3月、商事法務）
- 『情報ネットワーク・ローレビュー　第2巻』（2003年11月、商事法務）
- 『情報ネットワーク・ローレビュー　第3巻』（2004年7月、商事法務）
- 『情報ネットワーク・ローレビュー　第4巻第1号』（2005年6月、商事法務）
- 『情報ネットワーク・ローレビュー　第4巻第2号』（2005年11月、商事法務）
- 『情報ネットワーク・ローレビュー　第5巻』（2006年5月、商事法務）